# Vernonia glabra
Vernonia glabra（ヴァーノニア・グラブラ）は、アフリカ南部の南アフリカ、スワジランド、ナミビア、タンザニア及びケニアに分布するキク科の多年草。茎は高さ1m以上になる。花期は夏であり、茎に先端に紫色の花が固まって咲く。冬には地上部はなくなる。